# 증평역
증평역(Jeungpyeong station, 曾坪驛)은 충청북도 증평군 증평읍에 있는 충북선의 역이다. 개업당시에는 청안역이었으며, 현재의 역명은 해방이후에 개명된 것이다. 인근에 육군 제37사단(충용부대)가 위치해있어, 자대배치되어 환송하거나, 배출된 보충역 등 군인들이 많이 이용한다.

## 연혁
- 1923년 4월 28일 : 청안역(淸安驛)으로 영업 개시
- 일자 불명 : 충북증평역(忠北曾坪驛)으로 개칭
- 1948년 1월 22일 : 증평역으로 개칭[1]
- 1967년 4월 7일 : 역사 증축
- 1967년 7월 27일 : 역사 신축 준공
- 1979년 10월 10일 : 충북선 복선화로 역사 이전 공사 시작
- 1980년 9월 10일 :  현 위치로 이전 준공
- 2010년 3월 31일 : 충북선 누리로 개통으로 운행 개시
- 2012년 9월 17일 : 누리로 운행 종료
- 2014년 5월 1일 : 충북종단열차 개통으로 운행 개시
- 2015년 12월 31일 : 충북선 누리로 재운행
- 2016년 12월 9일 : 누리로 운행 종료
- 2018년 7월 1일 : 충북선 1281,1282열차 누리로 운행 개시
  - 충북선 1281: 제천행 하행
  - 충북선 1282: 서울행 상행
- 2020년 3월 2일 : 충북선 1281,1282열차 누리로 운행 중지예정
  - 무궁화 노선으로 대체되어 운행

### 승강장
| ↑청주공항       |
| ４３ \| ２１ \| |
| 음성↓           |

| 1 | 충북선 | 무궁화호 | 사용하지 않음    |
| 2 | 충북선 | 무궁화호 | 충주 · 제천 방면 |
| 3 | 충북선 | 무궁화호 | 대전 · 서울 방면 |
| 4 | 충북선 | 무궁화호 | 사용하지 않음    |

## 인접한 역
| 충북선             | 충북선        | 충북선         |
| ------------------ | ------------- | -------------- |
| 청주공항 대전 방면 | 무궁화 충북선 | 음성 제천 방면 |